# Trattato bilaterale per gli investimenti
Un trattato bilaterale per gli investimenti (in inglese, Bilateral Investment Treaty - BIT) è un accordo che stabilisce i termini e le condizioni per gli investimenti privati da parte di cittadini e aziende di uno stato nel territorio di un altro stato ospite dell'investimento. Si tratta di Investimenti Diretti Esteri (IDE), in inglese Foreign direct investment (FDI). 
Molti BIT garantiscono agli investitori di uno stato contraente che realizzano un investimento nel territorio dell'altro un certo numero di garanzie, che tipicamente includono un trattamento equo e imparziale, protezione dagli espropri, libero trasferimento dei mezzi di produzione e piena protezione e sicurezza. La caratteristica distintiva di molti di questi accordi è che permettono un meccanismo di risoluzione delle controversie alternativo, nel caso in cui un investitore i cui diritti garantiti dal BIT siano stati violati volesse ricorrere ad un arbitrato internazionale, spesso sotto l'egida del Centro Internazionale per la Risoluzione delle Dispute sugli Investimenti (in inglese International Center for the Resolution of Investment Disputes, ICSID, organo della banca Mondiale), invece che istituire un processo presso il tribunale dello stato ospitante.
Ci sono ad oggi più di 2.000 BIT in vigore, che coinvolgono la maggior parte dei paesi del mondo. Gli stati esportatori di capitale tendono solitamente a negoziare i trattati modellandoli sul loro modello economico-legale. Il primo di questi risale al 1959 e fu concluso tra Germania a Pakistan.

## Trattati Bilaterali per gli Investimenti firmati dall'Italia
Aggiornati al 9 aprile 2008

### In vigore
1. Albania: firmato il 12 settembre 1991, entrato in vigore il 29 gennaio 1996
2. Algeria: firmato il 18 maggio 1991, entrato in vigore il 26 novembre 1993
3. Argentina: firmato il 22 maggio 1990, entrato in vigore il 14 ottobre, 1993
4. Armenia: firmato il 23 luglio 1998, entrato in vigore il 13 gennaio 2003
5. Azerbaigian: firmato il 25 settembre 1996, entrato in vigore il 4 febbraio 2000
6. Bangladesh: firmato il 20 marzo 1990, entrato in vigore il 20 settembre 1994
7. Barbados: firmato il 25 ottobre 1995, entrato in vigore il 21 luglio 1997
8. Bielorussia: firmato il 25 luglio 1995, entrato in vigore il 12 agosto 1997
9. Bolivia: firmato il 30 aprile 1990, entrato in vigore il 22 febbraio 1992
10. Bosnia ed Erzegovina: firmato il 19 maggio 2001, entrato in vigore il 10 febbraio 2005
11. Bulgaria: firmato il 5 dicembre 1988, entrato in vigore il 27 dicembre 1990
12. Camerun: firmato il 29 giugno 1999, entrato in vigore il 4 giugno 2004
13. Ciad: firmato il 11 giugno 1969, entrato in vigore il 11 giugno 1969
14. Cile: firmato l'8 marzo 1993, entrato in vigore l'8 febbraio 1995
15. Cina: firmato il 28 gennaio 1985, entrato in vigore il 28 agosto 1987
16. Rep. del Congo (Brazzaville): firmato il 17 marzo 1994, entrato in vigore il 10 gennaio 2003
17. Croazia: firmato il 5 novembre 1996, entrato in vigore il 12 giugno 1998
18. Cuba: firmato il 7 maggio 1993, entrato in vigore il 23 agosto 1993
19. Rep. Ceca: firmato il 22 gennaio 1996, entrato in vigore il 1º novembre 1997
20. Egitto: firmato il 2 marzo 1989, entrato in vigore il 1º maggio 1994
21. Eritrea: firmato il 6 febbraio 1996, entrato in vigore il 14 luglio 2003
22. Estonia: firmato il 20 marzo 1997, entrato in vigore il 9 maggio 2000
23. Etiopia: firmato il 23 dicembre 1994, entrato in vigore l'8 maggio 1997
24. Gabon: firmato il 18 novembre 1968, entrato in vigore il 7 luglio 2006
25. Georgia: firmato il 15 maggio 1995, entrato in vigore il 26 luglio 1999
26. Guinea: firmato il 20 febbraio 1964, entrato in vigore il 20 febbraio 1964
27. Honduras: firmato il 28 novembre 1995, entrato in vigore il 2 febbraio 1998
28. Ungheria: firmato il 17 febbraio 1987, entrato in vigore il 6 settembre 1989
29. Indonesia: firmato il 25 aprile 1991, entrato in vigore il 25 giugno 1995
30. Iran: firmato il 10 marzo 1999, entrato in vigore il 27 luglio 2005
31. Giamaica: firmato il 29 settembre 1993, entrato in vigore il 9 novembre 1995
32. Giordania: firmato il 30 settembre 2001, entrato in vigore il 30 settembre 2001
33. Kazakistan: firmato il 22 settembre 1994, entrato in vigore il 12 luglio 1996
34. Kenya: firmato il 16 settembre 1996, entrato in vigore il 4 agosto 1999
35. Corea del Sud: firmato il 10 gennaio 1989, entrato in vigore il 26 giugno 1992
36. Kuwait: firmato il 17 dicembre 1987, entrato in vigore il 21 maggio 1990
37. Lettonia: firmato il 1º maggio 1997, entrato in vigore il 2 marzo 1999
38. Libano: firmato il 7 novembre 1997, entrato in vigore il 9 novembre 2000
39. Libia: firmato il 13 dicembre 2000, entrato in vigore il 20 ottobre 2004
40. Lituania: firmato il 1º dicembre 1994, entrato in vigore il 15 aprile 1997
41. Macedonia del Nord: firmato il 26 febbraio 1997, entrato in vigore il 28 maggio 1999
42. Malaysia: firmato il 4 gennaio 1988, entrato in vigore il 25 ottobre 1990
43. Malta: firmato il 20 dicembre 2002, entrato in vigore il 7 febbraio 2003
44. Messico: firmato il 24 novembre 1999, entrato in vigore il 5 dicembre 2002
45. Moldavia: firmato il 19 settembre 1997, entrato in vigore il 24 dicembre 1997
46. Mongolia: firmato il 15 gennaio 1993, entrato in vigore il 1º settembre 1995
47. Marocco: firmato il 18 luglio 1990, entrato in vigore il 26 aprile 2000
48. Mozambico: firmato il 14 dicembre 1998, entrato in vigore il 17 novembre 2003
49. Nigeria: firmato il 27 settembre 1990, entrato in vigore il 22 agosto 2005
50. Oman: firmato il 23 giugno 1993, entrato in vigore il 23 gennaio 1997
51. Pakistan: firmato il 19 luglio 1997, entrato in vigore il 22 giugno 2001
52. Perù: firmato il 5 maggio 1994, entrato in vigore il 18 ottobre 1995
53. Filippine: firmato il 17 giugno 1988, entrato in vigore il 4 novembre 1993
54. Polonia: firmato il 10 maggio 1989, entrato in vigore il 10 gennaio 1993
55. Qatar: firmato il 22 marzo 2000, entrato in vigore l'8 gennaio 2004
56. Romania: firmato il 6 dicembre 1990, entrato in vigore il 14 marzo 1995
57. Russia: firmato il 17 dicembre 2002, entrato in vigore il 17 dicembre 2002
58. Arabia Saudita: firmato il 10 settembre 1996, entrato in vigore il 22 maggio 1998
59. Serbia e Montenegro: firmato il 11 dicembre 2000, entrato in vigore il 18 maggio 2001
60. Slovacchia: firmato il 30 luglio 1998, entrato in vigore il 22 novembre 2000
61. Slovenia: firmato l'8 marzo 2000, entrato in vigore il 11 agosto 2003
62. Sudafrica: firmato il 9 giugno 1997, entrato in vigore il 16 marzo 1999
63. Sri Lanka: firmato il 25 marzo 1987, entrato in vigore il 20 marzo 1990
64. Siria: firmato il 20 febbraio 2002, entrato in vigore il 13 novembre 2003
65. Tunisia: firmato il 17 ottobre 1985, entrato in vigore il 24 giugno 1989
66. Turchia: firmato il 22 marzo 1995, entrato in vigore il 2 marzo 2004
67. Uganda: firmato il 12 dicembre 1997, entrato in vigore il 24 settembre 1999
68. Ucraina: firmato il 2 maggio 1995, entrato in vigore il 12 settembre 1997
69. Emirati Arabi Uniti: firmato il 22 gennaio 1995, entrato in vigore il 29 aprile 1997
70. Tanzania: firmato il 21 agosto 2001, entrato in vigore il 25 aprile 2003
71. Uruguay: firmato il 21 febbraio 1990, entrato in vigore il 2 marzo, 1998
72. Uzbekistan: firmato il 17 settembre 1997, entrato in vigore il 14 ottobre, 1999
73. Vietnam: firmato il 18 maggio 1990, entrato in vigore il 6 maggio 1994

### Non ancora ratificati
1. Angola: firmato il 16 luglio 2002, non ancora ratificato
2. Bahrein: firmato il 29 ottobre 1996, non ancora ratificato
3. Belize: firmato il 23 novembre 2005, non ancora ratificato
4. Brasile: firmato il 3 aprile 1995, non ancora ratificato
5. Capo Verde: firmato il 12 giugno 1997, non ancora ratificato
6. Colombia: firmato il 9 marzo 1994, non ancora ratificato
7. RD del Congo (Kinshasa): firmato il 13 settembre 2006, non ancora ratificato
8. Costa d'Avorio: firmato il 23 luglio 1969, non ancora ratificato
9. Cipro: firmato il 27 aprile 1994, non ancora ratificato
10. Gibuti: firmato l'8 febbraio 2006, non ancora ratificato
11. Rep. Dominicana: firmato il 12 giugno 2006, non ancora ratificato
12. Ecuador: firmato il 25 ottobre 2001, non ancora ratificato
13. Ghana: firmato il 25 giugno 1998, non ancora ratificato
14. Corea del Nord: firmato il 27 settembre 2000, non ancora ratificato
15. Malawi: firmato il 28 agosto 2003, non ancora ratificato
16. Mauritania: firmato il 5 aprile 2003, non ancora ratificato
17. Namibia: firmato il 7 settembre 2004, non ancora ratificato
18. Nicaragua: firmato il 20 aprile 2004, non ancora ratificato
19. Paraguay: firmato il 15 luglio 1999, non ancora ratificato
20. Senegal: firmato il 13 ottobre 2000, non ancora ratificato
21. Sudan: firmato il 19 novembre 2005, non ancora ratificato
22. Venezuela: firmato il 14 febbraio 2001, non ancora ratificato
23. Yemen: firmato il 25 novembre 2004, non ancora ratificato
24. Zambia: firmato il 20 aprile 2003, non ancora ratificato
25. Zimbabwe: firmato il 16 aprile 1999, non ancora ratificato

Nota: molti paesi che non hanno un trattato per gli investimenti direttamente con l'Italia, sono però inclusi in altri trattati multilaterali per gli investimenti firmati dall'Italia, come ad esempio l'Associazione europea di libero scambio (EFTA).

## Un esempio: il trattato bilaterale fra Italia e Argentina
Il trattato fra Italia e Argentina, denominato "Trattato fra la repubblica italiana e la repubblica argentina sulla promozione e protezione degli investimenti" fu firmato a Buenos Aires il 22 maggio 1990 ed è entrato in vigore il 14 ottobre 1993. Tale trattato è complementare ad una serie di trattati stipulati tra i due paesi con l'intento di promuovere gli investimenti tra i due paesi:
- Accordo di cooperazione economica, industriale e finanziaria del 1979;
- Accordo contro la doppia imposizione del 1982
- Trattato per la creazione di una relazione associativa particolare del 1987;
- Accordo di cooperazione scientifica e tecnologica del 1997;
- Accordo di promozione e cooperazione culturale del 1998;
- Trattato generale di amicizia e cooperazione privilegiata del 1998.

Tale trattato ha come obiettivi la creazione di "condizioni favorevoli per una maggiore cooperazione economica fra i due Paesi ed, in particolare, per la realizzazione di investimenti da parte di investitori di una Parte Contraente nel territorio dell'altra" tramite la creazione di "un clima propizio agli investimenti, nel rispetto delle leggi del Paese ricevente".

### La Promozione e Protezione degli Investimenti
Gli investimenti di un paese sono protetti e promossi tramite la garanzia che essi saranno trattati in modo giusto ed equo ed allo stesso modo che se fossero effettuati da un cittadino del paese ricevente. I paesi si impegnano esplicitamente a evitare l'adozione di "provvedimenti ingiustificati o discriminatori che ledano la gestione, il mantenimento, il godimento, la trasformazione, la cessazione e la liquidazione degli investimenti effettuati nel suo territorio da investitori dell'altra Parte Contraente".

### Clausola della Nazione più favorita
L'articolo 3 dell'accordo definisce la Clausola della nazione più favorita: ciascuno dei due paesi si impegna ad accordare "agli investimenti realizzati da investitori dell'altra Parte Contraente, ai redditi ed alle attività connesse con gli investimenti stessi nonché a tutte le altre questioni regolate dal presente Accordo un trattamento non meno favorevole di quello riservato ai propri investitori od a investitori di Paesi terzi".

### Nazionalizzazione ed Esproprio
Il trattato prevede una serie di meccanismi e impegni a favore della effettiva protezione degli investimenti; le due nazioni si impegnano a:
- "non adottare provvedimenti che limitino, a tempo determinato od indeterminato, i diritti di proprietà, di possesso, di controllo o di godimento inerenti agli investimenti effettuati da investitori dell'altra Parte Contraente";
- non espropriare, nazionalizzare o requisire (in modo diretto o indiretto) gli investimenti, eccezion fatta per alcuni casi specifici (come ad esempio esigenze di pubblica utilità): in tal caso il bene sarà risarcito a valore di mercato.

### Trasferimenti
Il trattato prevede i diritti di trasferimento libero, senza ritardi e nella valuta prescelta di capitali, profitti, retribuzioni e risarcimenti.

### Risoluzione delle dispute tra Stato e investitori
Per la risoluzione delle controversie tra gli investitori esteri e la nazione in cui l'investimento è stato effettuato, la prima soluzione raccomandata sono le "consultazioni amichevoli tra le parti". Successivamente ci si può rivolgere alla magistratura del paese nel cui territorio si trovi l'investimento. Dopo 18 mesi dall'inizio del procedimento la controversia potrà essere sottoposta ad arbitrato internazionale (presso l'ICSID o presso un tribunale arbitrale "ad hoc" istituito caso per caso). I paesi si impegnano a considerare vincolante il lodo arbitrale emesso.